# Langosco
Langosco är en ort och kommun i provinsen Pavia i regionen Lombardiet i Italien. Kommunen hade 368 invånare (2018).